# Zdrowie Publiczne i Zarządzanie
Zdrowie Publiczne i Zarządzanie – czasopismo naukowe Instytutu Zdrowia Publicznego Wydziału Nauk o Zdrowiu Uniwersytetu Jagiellońskiego poświęcone pozamedycznym aspektom opieki zdrowotnej. 
Kwartalnik stanowi platformę prezentacji prac naukowych prowadzonych w środowisku nauk o zdrowiu.
- Redaktor naczelny: Cezary W. Włodarczyk
- Przewodnicząca Rady Programowej: Stanisława Golinowska
- Sekretarz redakcji: Elżbieta  Ryś
- Redaktor statystyczny: Ewa Kocot

Kwartalnik znajduje się w wykazie czasopism naukowych prowadzonym przez Ministra Edukacji i Nauki z przyznaną liczbą 20 punktów.